# Pedro Armendáriz
Pedro Armendáriz, nato Pedro Gregorio Armendáriz Hastings (Città del Messico, 9 maggio 1912 – Los Angeles, 18 giugno 1963), è stato un attore messicano.

## Biografia
Nacque a Città del Messico il 9 maggio del 1912 da padre messicano, Pedro Armendáriz García-Conde, e da madre statunitense, Adela Hastings. A seguito del divorzio dei genitori, e alla successiva morte della madre, crebbe assieme al fratello minore Francisco negli Stati Uniti, in Texas, presso lo zio materno Henry Hastings. Studiò ingegneria al Politecnico della California.
Finiti gli studi andò in Messico a lavorare come ferroviere, guida turistica e giornalista della rivista bilingue México Real. Fu scoperto dal regista cinematografico Miguel Zacarías mentre stava recitando il monologo di Amleto a una turista statunitense. Prese parte al suo primo film a 22 anni e da allora recitò in dozzine di pellicole, alternando il cinema messicano con quello statunitense. Cugino dell'attrice Gloria Marín, sposò l'attrice Carmen Pardo, dalla quale ebbe due figli: Pedro Armendáriz Jr. (nato nel 1940) e Carmen (nata nel 1946).
Fu l'attore preferito di Emilio Fernández, con il quale realizzò alcune delle sue migliori pellicole, quali: Soy puro mexicano (1941), Flor Silvestre (1942), La vergine indiana (1944), Bugambilia (1945), Enamorada (1946) e La Perla (1947), in coppia con figure mitiche quali Dolores del Río e María Félix. Fu quindi uno dei principali interpreti di quella che venne in seguito chiamata "l'età dell'oro del cinema messicano".
La sua perfetta padronanza dell'inglese gli permise di lavorare spesso per produzioni a Hollywood, con registi quali John Ford, John Huston e Michael Curtiz. Tra i suoi più famosi film, da ricordare In nome di Dio (1948) e Il massacro di Fort Apache (1948), entrambi diretti da Ford. Ebbe modo di lavorare anche in Europa, in particolare in Francia, Spagna e Inghilterra. In Italia venne chiamato da Giuseppe De Santis per interpretare Uomini e lupi (1957) e da Duccio Tessari per Arrivano i titani (1962). La sua ultima, ma non meno importante, interpretazione fu quella di Kerim Bey, l'agente turco dell'MI6 ad Istanbul in A 007, dalla Russia con amore (1963).

### Il filmIl conquistatore
Nel 1956 Armendáriz partecipò al film Il conquistatore, epica biografia del condottiero mongolo Gengis Khan, che fu prodotto da Howard Hughes. La pellicola venne girata in esterni nello Stato dello Utah, durante il periodo in cui il governo nordamericano stava effettuando test nucleari nel vicino Stato del Nevada (Nevada Test Site). 91 delle 220 persone coinvolte nella produzione del film si ammalarono in seguito di cancro e 46 di esse morirono a causa della malattia: tra queste, gli attori John Wayne (cancro dello stomaco e dei polmoni), Susan Hayward (cancro al cervello), Agnes Moorehead (cancro all'utero), John Hoyt (cancro ai polmoni) e il regista del film Dick Powell (cancro alle ghiandole linfatiche).
Dopo il film, Armendáriz iniziò a soffrire di dolori a un fianco: anni dopo, gli fu diagnosticato il cancro in quell'area. Conscio dell'irreversibilità della malattia, l'attore riuscì con enorme sofferenza a completare il suo ultimo film, A 007, dalla Russia con amore (1963). Al termine delle riprese, il 18 giugno 1963, si tolse la vita con un colpo di pistola, mentre si trovava degente presso l'ospedale dell'Università della California, a Los Angeles.

## Filmografia

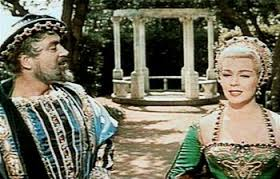
Pedro Armendáriz e Lana Turner nel film Diana la cortigiana (1956)

### Cinema
- Rosario, regia di Miguel Zacarías (1935)
- Maria Elena, regia di Raphael J. Sevilla (1935)
- Las cuatro milpas, regia di Ramon Pereda (1937)
- Jalisco nunca pierde, regia di Chano Urueta (1937)
- Amapola del camino, regia di Juan Bustillo Oro e Antonio Guzman Aguilera (1937)
- La Adelita, regia di Guillermo Hernandez Gomez e Mario de Lara (1938)
- Mi candidato, regia di Chano Urueta (1938)
- Los millones de Chaflán, regia di Rolando Aguilar (1938)
- Canto a mi tierra (México canta), regia di José Bohr (1938)
- El indio, regia di Armando Vargas de la Maza (1939)
- La reina del río, regia di René Cardona (1939)
- La china Hilaria, regia di Roberto Curwood (1939)
- Una luz en mi camino, regia di José Bohr (1939)
- Con los Dorados de Villa, regia di Raúl de Anda (1939)
- Los olvidados de Dios, regia di Ramon Pereda (1940)
- El Charro Negro, regia di Raúl de Anda (1940)
- Pobre diablo, regia di José Benavides Hijo (1940)
- Mala yerba, regia di Gabriel Soria (1940)
- El jefe máximo, regia di Fernando de Fuentes (1940)
- El Zorro de Jalisco, regia di José Benavides Hijo (1941)
- El secreto del sacerdote, regia di Joselito Rodriguez (1941)
- Ni sangre ni arena, regia di Alejandro Galindo (1941)
- La epopeya del camino, regia di Francisco Elias (1942)
- Simón Bolívar, regia di Miguel Contreras Torres (1942)
- Del rancho a la capital, regia di Raúl de Anda (1942)
- Allá en el Bajío, regia di Fernando Mendéz (1942)
- La isla de la pasión, regia di Emilio Fernández (1942)
- Soy puro mexicano, regia di Emilio Fernández (1943)
- Tierra de pasiones, regia di José Benavides Hijo (1943)
- Distinto amanecer, regia di Julio Bracho (1943)
- Messico insanguinato (Flor silvestre), regia di Emilio Fernández (1943)
- Guadalajara, regia di Chano Urueta (1943)
- Konga Roja, regia di Alejandro Galindo (1943)
- La vergine indiana (María Candelaria), regia di Emilio Fernández (1944)
- La guerra de los pasteles, regia di Emilio Gomez Muriel (1944)
- Las calaveras del terror, regia di Fernando Mendez (1944)
- Il corsaro nero (El corsario negro), regia di Chano Urueta (1944)
- Alma de bronce, regia di Dudley Murphy (1944)
- Abbandonata (Las Abandonadas), regia di Emilio Fernández (1945)
- El capitán Malacara, regia di Carlo Orellana (1945)
- Entre hermanos, regia di Ramón Peón (1945)
- Amore maledetto (Bugambilia), regia di Emilio Fernández (1945)
- Rayando el sol, regia di Roberto Gavaldón (1946)
- Enamorada, regia di Emilio Fernández (1946)
- La casa colorada, regia di Miguel Morayta (1947)
- La perla, regia di Emilio Fernández (1947)
- La croce di fuoco (The Fugitive), regia di John Ford (1947)
- Albur de amor, regia di Alfonso Patiño Gomez (1947)
- Juan Charrasqueado, regia di Ernesto Cortázar (1948)
- Il massacro di Fort Apache (Fort Apache), regia di John Ford (1948)
- Feudalismo messicano (Maclovia), regia di Emilio Fernández (1948)
- En la hacienda de La Flor (El hijo de Juan Charrasqueado), regia di Ernesto Cortázar (1948)
- In nome di Dio (3 Godfathers), regia di John Ford (1948)
- Al caer la tarde, regia di Rafael E. Portas (1949)
- El abandonado, regia di Chano Urueta (1949)
- La malquerida, colei che non si deve amare (La malquerida), regia di Emilio Fernández (1949)
- El charro y la dama, regia di Fernando Cortes (1949)
- Stanotte sorgerà il sole (We Were Strangers), regia di John Huston (1949)
- Tulsa, regia di Stuart Heisler (1949)
- Viva il generale José (The Torch), regia di Emilio Fernández (1950)
- Pancho Villa vuelve, regia di Miguel Contreras Torres (1950)
- Rosauro Castro, regia di Roberto Gavaldon (1950)
- La loca de la casa, regia di Juan Bustillo Oro (1950)
- Por la puerta falsa, regia di Fernando de Fuentes (1950)
- Tierra baja, regia di Miguel Zacarías (1951)
- Bodas de fuego, regia di Marco Aurelio Galindo (1951)
- Il cammino dell'inferno (Camino del infierno), regia di Miguel Morayta (1951)
- Por querer a una mujer, regia di Ernesto Cortazar (1951)
- Ella y yo, regia di Miguel M. Delgado (1951)
- Carne de presidio, regia di Emilio Gomez Muriel (1952)
- El hambre nuestra de cada día, regia di Rogelio A. Gonzalez (1952)
- I tre allegri compari (Los tres alegres compadres), regia di Julián Soler (1952)
- Odio mortale (La noche avanza), regia di Roberto Gavaldón (1952)
- Santa Cruz (El rebozo de Soledad), regia di Roberto Gavaldon (1952)
- Gli amanti di Toledo (Les amants de Tolède), regia di Henri Decoin e Fernando Palacio (1953)
- Il bruto (El bruto), regia di Luis Buñuel (1953)
- Lucrezia Borgia (Lucrèce Borgia), regia di Christian-Jaque (1953)
- Reto a la vida, regia di Julio Bracho (1954)
- Mulata, regia di Gilberto Martinez Solares (1954)
- La fine di un tiranno (Border River), regia di George Sherman (1954)
- Dos mundos y un amor, regia di Alfredo B. Crevenna (1954)
- La ribellione degli impiccati (La rebelión de los colgados), regia di Alfredo B. Crevenna e Emilio Fernández (1954)
- Shaitan, il diavolo avventuroso (Fortune carrée), regia di Bernard Borderie (1955)
- Il piccolo fuorilegge (The Littlest Outlaw), regia di Roberto Gavaldón (1955)
- Tam tam Mayumbe, regia di Gian Gaspare Napolitano e Folco Quilici (1955)
- Viva Revolucion, regia di Roberto Gavaldon (1956)
- Diana la cortigiana (Diane), regia di David Miller (1956)
- Il conquistatore (The Conqueror), regia di Dick Powell (1956)
- Canasta de cuentos mexicanos, regia di Julio Bracho (1956)
- La passionaria (La escondida), regia di Roberto Gavaldón (1956)
- I falsari di Cuba (The Big Boodle), regia di Richard Wilson (1957)
- Uomini e lupi, regia di Giuseppe De Santis e Leopoldo Savona (1957)
- Pancho Villa (Así era Pancho Villa), regia di Ismael Rodríguez (1957)
- Manuela, regia di Guy Hamilton (1957)
- La mujer que no tuvo infancia, regia di Tito Davison (1957)
- Violenti e selvaggi (Los salvajes), regia di Rafel Baledón (1958)
- Ando volando bajo, regia di Rogelio A. Gonzalez (1959)
- Café Colón, regia di Benito Alazraki (1959)
- Little Savage, regia di Byron Haskin (1959)
- Las señoritas Vivanco, regia di Mauricio de la Serna (1959)
- El Zarco, regia di Miguel M. Delgado (1959)
- Oltre ogni limite (Flor de mayo), regia di Roberto Gavaldón (1959)
- Sete di amore (Sed de amor), regia di Alfonso Corona Blake (1959)
- Il meraviglioso paese (The Wonderful Country), regia di Robert Parrish (1959)
- La cucaracha, regia di Ismael Rodríguez (1959)
- Yo pecador, regia di Alfonso Corona Blake (1959)
- Verano violento, regia di Alfonso Corona Blake (1960)
- Los desarraigados, regia di Gilberto Gazcon (1960)
- Dos hijos desobedientes, regia di Jaime Salvador (1960)
- Calibre 44, regia di Julian Sorel (1960)
- Pancho Villa y la Valentina, regia di Ismael Rodriguez (1960)
- Il trionfo di Pancho Villa (Cuando ¡Viva Villa...! es la muerte), regia di Ismael Rodríguez (1960)
- El impostor, regia di Emilio Fernandez (1960)
- La cárcel de Cananea, regia di Gilberto Gazcon (1960)
- El indulto, regia di José Luis Sáenz de Heredia (1961)
- Francesco d'Assisi (Francis of Assisi), regia di Michael Curtiz (1961)
- I fratelli di ferro (Los hermanos Del Hierro), regia di Ismael Rodríguez (1961)
- Arrivano i titani, regia di Duccio Tessari (1962)
- El tejedor de milagros, regia di Francisco del Villar (1962)
- Los valientes no mueren, regia di Gilberto Martinez Solares (1962)
- La Bandida, regia di Roberto Rodríguez (1963)
- Capitan Sinbad (Captain Sindbad), regia di Byron Haskin (1963)
- A 007, dalla Russia con amore (From Russia with Love), regia di Terence Young (1963)

### Televisione
- Playhouse 90 – serie TV, episodio 4x01 (1959)
- Westinghouse Desilu Playhouse – serie TV, episodio 2x04 (1959)
- Aquí está Pancho Villa – serie TV (1960)

## Riconoscimenti
- Premio Ariel
  - 1948 – Miglior attore per La perla[1]
  - 1953 – Miglior attore per Santa Cruz[1]

## Doppiatori italiani
- Emilio Cigoli in Stanotte sorgerà il sole, La fine di un tiranno, Il conquistatore, Il meraviglioso paese, Francesco d'Assisi, Arrivano i Titani, Gli amanti di Toledo, Violenti e selvaggi
- Giorgio Capecchi in In nome di Dio (Il texano), A 007 dalla Russia con amore
- Gualtiero De Angelis in La croce di fuoco, Uomini e lupi
- Alberto Sordi in Il massacro di Fort Apache
- Manlio Busoni in Diana la cortigiana